# زیردریایی یو-۳۹۱
زیردریایی یو-۳۹۱ (به انگلیسی: German submarine U-391) یک زیردریایی بود که طول آن ۶۷٫۱ متر (۲۲۰ فوت ۲ اینچ) بود. این زیردریایی در سال ۱۹۴۳ ساخته شد.